# David I d'Escòcia

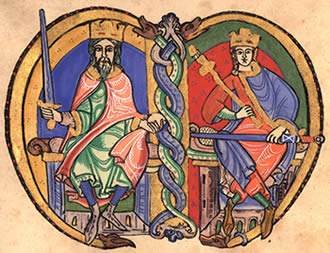
David I i Malcolm IV, dibuixats a l'abadia de Kelso

David I d'Escòcia (gaèlic escocès Daibhidh I mac [Mhaoil] Chaluim, 1083 - 24 de maig de 1153) fou rei d'Escòcia, fill de Malcolm III i germà d'Edgard i Alexandre I. Havia governat sobre el Regne de Strathclyde i havia posat sota la seva jurisdicció tot el territori entre el Tees i el Ribble el 1139. Es va casar amb Matilde, filla de Waltheof i hereva de Northampton i Huntingdon. Va acabar la reforma judicial del seu germà, de manera que la tinença en virtut de carta de privilegi substituïa l'antiga senyoria dels caps de família o tribu, de manera que els set mormaer esdevenen counts. Alhora, cridà més nobles normands per tal que s'establissin als Lowlands i Moray, com els Bailleul o Balliol, Barclay, Bruce, Oliphant, Fraser, Melville, Somerville, Lindsay, Moreville i Fitzalan, que seran anomenats Campbell (de "campo bello") i obtindran el comtat d'Argyll. Al mateix temps, el normand Gualter Fitzflaad rebrà el títol de gran intendent del regne o The High Steward, que esdevindrà el seu cognom, Stuard.
Tots aquests nobles rebran títols i terres a canvi de suport feudal. També s'hi instal·laran alguns flamencs (com els Murray) i anglesos, que se superposaran als nobles d'origen noruec o gaèlic, com els MacLeod i MacLauchlan. Per la seva banda, l'Església també rebrà grans concessions: foren fundades nombroses abadies cistercenques, nous bisbats i s'introduí una organització totalment normanda. Però continuava la divisió forta entre l'Alban gaèlic, el Lothian anglitzat i Strathclyde i Galloway celtitzat, cosa que provocaria enfrontaments entre els nobles highlanders gaèlics, rapinyaires, i els anglòfons lowlanders.
D'altra banda, es barrejaren els senyors normands que absorbiren l'esperit dels clans, amb caps dels clans patriarcals celtes i amb els reietons escandinaus de les illes. El 1138 va envair Anglaterra, però fou derrotat a Standard. Tanmateix, el 1139 va rebre aquests territoris en feu per al seu fill Enric de Huntingdon i Northampton. Se'l considera com el veritable fundador del Regne d'Escòcia, ja que també adoptà la senyera nacional amb el lleó vermell.